# Лідер ескадрених міноносців

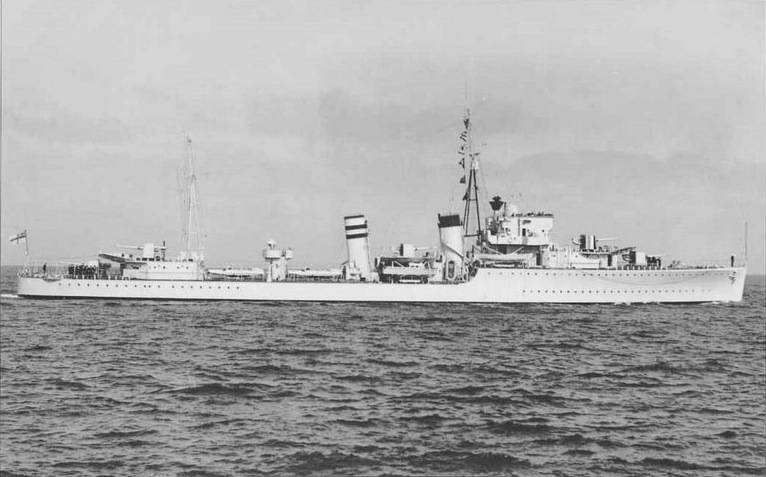
Британський лідер ескадрених міноносців типу «H» «Харді»

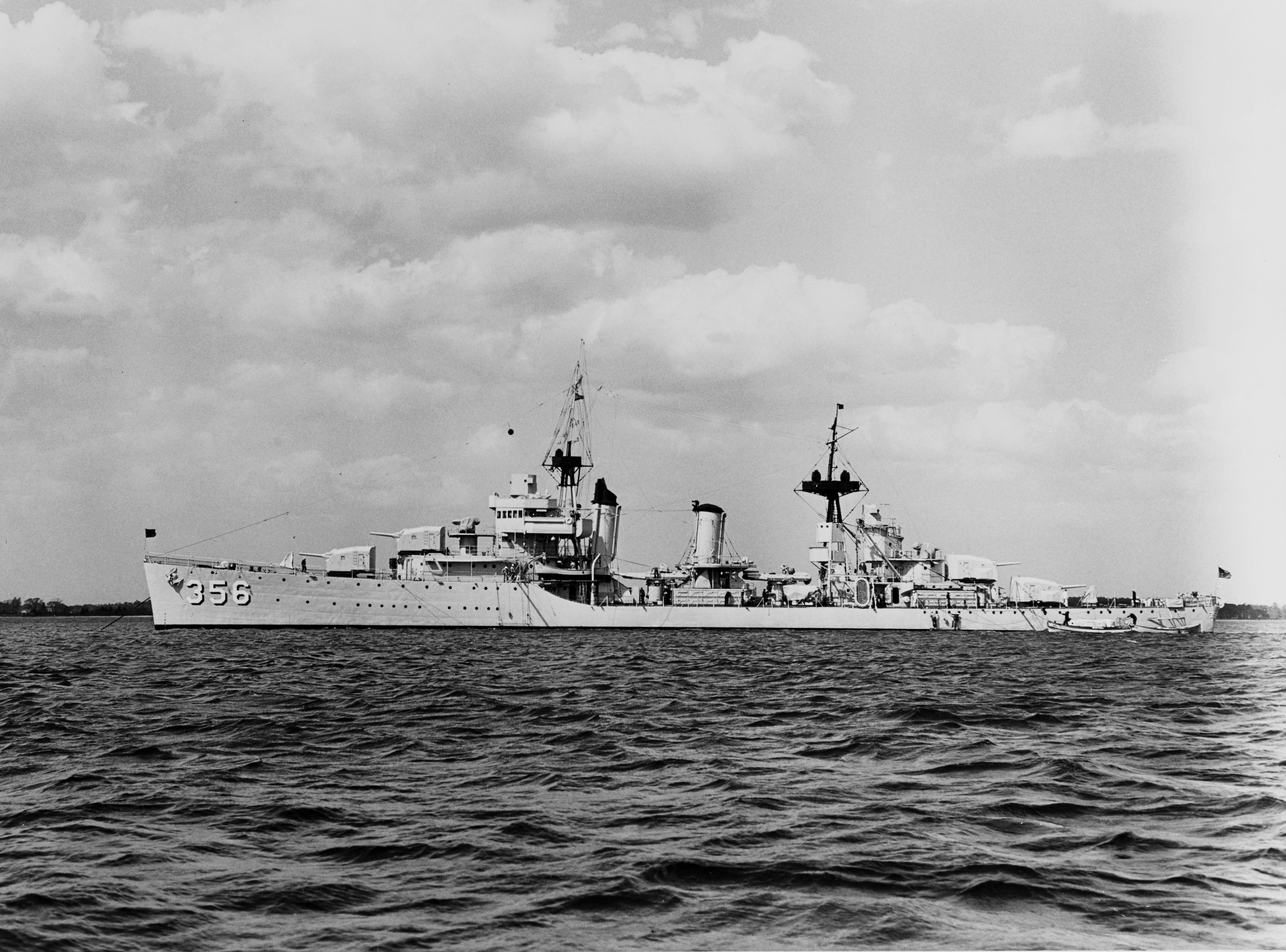
Американський лідер USS «Портер» його типу

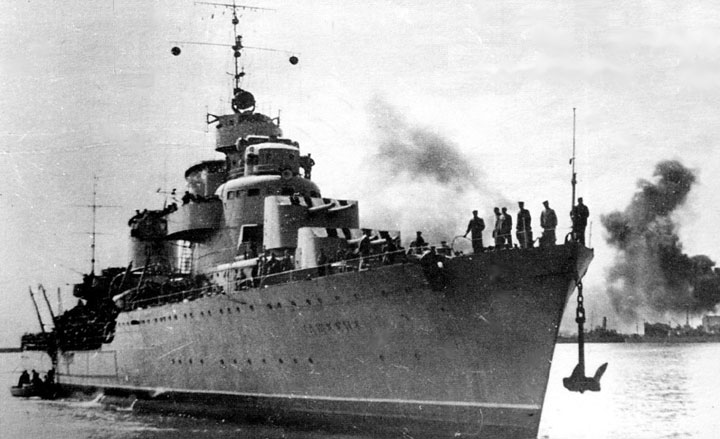
Радянський лідер «Ташкент»

Лідер ескадрених міноно́сців (англ. flotilla leader, рос. лидер эскадренных миноносцев, від англійського leader — той, хто веде) — підклас торпедно-артилерійського бойового корабля, типу ескадреного міноносця, але збільшеної водотоннажності, з посиленим артилерійським озброєнням, що призначався для виведення в атаку есмінців.

## Історія використання
Вперше лідери флотилії з'явилися наприкінці Першої світової війни в британському флоті. За задумом розробників цього типу корабля — це був великий есмінець, що перевершував звичайні есмінці за розмірами, швидкістю і озброєнням, та цілеспрямовано пристосовувався для розміщення на ньому командира флотилії зі своїм штабом і іншими елементами системи управління з'єднанням.
У 1920—30-тих роках лідери есмінців будувалися для ВМС Великої Британії, Іспанії, Італії, Франції.
У 1935 розпочались ходові випробування першого радянського лідера «Ленінград», який мав водотоннажність 2 690 т, швидкість до 43 вузлів (80 км/год); на озброєнні 5 130-мм гармат, 8 76-мм та 37-мм зенітних гармат, 2 чотиритрубні торпедні апарати, а також міни та глибинні бомби. За часів німецько-радянської війни лідери брали активну участь у боях на Балтійському («Ленінград» та «Мінськ»), Чорному ("Москва", «Ташкент» і «Харків») та Баренцевому морях («Баку»).
Бойовий досвід Другої світової війни довів, що жодному з військових флотів світу не довелося задіяти лідери за їхнім основним призначенням, тобто вести есмінці в скоординовану атаку на кораблі противника.
На початку 1970-тих на усіх флотах лідери були ліквідовані як клас військових кораблів.